# Джакомо Каріссімі
(Жан) Джакомо Каріссімі (вимова італійською: [ˈʒaːkomo kaˈrissimi] ⓘ; охрещений 18 квітня 1605 — 12 січня 1674) був італійським композитором та викладачем музики. Він є одним із найвизначніших майстрів раннього бароко, або, точніше, Римської Школи музики. Каріссімі встановив характерні ознаки латинської ораторії та був композитором з плідною спадщиною мес, мотетів та кантат. Він мав значний вплив на музичний розвиток країн Північної Європи за допомогою своїх учнів, таких як Керлл в Німеччині та Шарпантьє у Франції, а також через широке розповсюдження його музики.

## Біографія
Точна дата народження Каріссімі невідома, але найімовірніше це було в 1604 або 1605 році в місті Марино біля Риму, Італія. Майже нічого невідомо про його ранні роки життя. Батьки Джакомо, Аміко (1548—1633, бондар за ремеслом) та Лівія (1565—1622), одружилися 14 травня 1595 року та мали чотири доньки та двух синів; Джакомо був наймолодшим.
Нічого не відомо про його раннє музичне навчання. Його перші відомі заняття були в соборі Тіволі, під керівництвом капельмейстрів Ауреліо Бріганті Колонна, Алессандро Капече та Франческо Манеллі; з жовтня 1623 року він співав у хорі та з жовтня 1624 року до жовтня 1627 року він був органістом. У 1628 році Каріссімі переїхав на північ до міста Ассізі як маестро ді капелла (капельмейстер) в Соборі Сан Руфіно. У 1628 році він отримав таку ж посаду в базиліці Святого Аполлінара, що належала до Коледжу Германікум (латинська назва Коледжу Теутоніко), яку він займав до своєї смерті. Так було недивлячись на те, що він отримував декілька пропозицій роботи в дуже визначних закладах, включаючи пропозицію замінити Клаудіо Монтеверді в базиліці Святого Марка у Венеції. У 1637 році він став священником.
У 1656 році королева Швеції Христина І, що тоді проживала в Італії, призначила Каріссімі своїм хормейстром камерного концерту. Ларс Енглунд з Уппсальського університету мав гіпотезу, що рання схильність Христини до музики Каррісімі та іншої церковної музики з Риму «була частиною свідомої особистої трансформації, від правлячої Лютеранської регентки до Католицької Королеви без землі».
Доступні дані вказують на те, що Каріссімі взагалі ніколи не покидав Італію за все своє життя. Він помер у 1674 році в Римі.
Наслідник Каріссімі як капельмейстр з Коледжу Германікум у 1686 році описав його як високого, худорлявого, дуже простого та ощадливого в своїх домашніх справах, з дуже благородними манерами у відношенні до його друзів та знайомих, а також схильним до меланхолії.

## Музика
Високі досягнення, що зазвичай приписують Каріссімі загалом відносяться подальшого розвитку речетативу, введеного Монтеверді, що був надзвичайно важливим для історії драматичної музики; подальшого розвитку камерної кантати, якою Каріссімі замінив кончертато мадригали, що в свою чергу замінили мадригали пізнього Відродження; він був першим значним композитором ораторії та вніс вагомий вклад до її розвитку.
В історії церковної, вокальної та камерної музики Каріссімі посідає місце, подібне до Франческо Каваллі в історії опери. Хоч і Луїджі Россі був його попередником у розвитку камерної кантати, Каріссімі був композитором, що першим зробив цю форму рушієм прогресу для найбільш інтелектуального стилю камерної музики, і вона продовжувала виконувати дану функцію аж до смерті Алессандро Скарлатті, Емануеля д'Астрога та Бенедетто Марчелло. 
Каріссімі також зазначається одним із перших композиторів ораторії з його найбільш знаною працею Джефте, нарівні з якою була Джонас. Ці та інші праці є важливими для вставновлення форми ораторії без супроводу драматичного дійства, що залишалася актуальною протягом 200 років. Назва походить від їхньої презентації в Ораторії Пресвятого Розп'яття в Римі. Його також можна відзаничити за надачу ширшої різноманітності та інтересу до інструментальних акомпонементів вокальних композицій. Чарльз Берні та Джон Хокінз обидва опублікували зразки його композицій в своїх працях з історії музики, а Генрі Елдріх накопичив майже повну збірку його творів, що наразі знаходяться в бібліотеці Церкви Хрита, Оксфорд. Британський музей також володіє численними працями Каріссімі. Більшість з його ораторій знаходяться в Національній бібліотеці в Парижі. 
Каріссімі був активним в той час, коли світська музика за крок до домінації над духовною музикою в Італії. Зміна була рішуча та остаточна. Коли Каріссімі почав писати музику, вплив попередніх поколінь римських композиторів все ще був досить вагомим (наприклад, стиль Палестрини) і коли його кар'єра підійшла до кінця, оперні форми, разом з інструментальними світськими формами, були переважаючими. Окрім того, Каріссімі був важливим як педагог і його вплив глибоко ширився Німеччиною та Францією. Значна частина музичного стилю Йогана Каспара Керла та Марка-Антуана Шарпантьє, до прикладу, зазнала впливу Каріссімі.

## Твори

### Ораторії
- Baltazar (Бальтазар), ораторія для 5 голосів, 2 скрипок та континуо
- Dives Malus (Злий Багач), також відомий як Historia Divitis для 2 сопрано, тенора, баса (бл. 1640) про Багача і Лазаря.
- Ezechia (Езекія), ораторія для 5 голосів, 2 скрипок та континуо
- Jephte (Джефте), ораторія для 6 голосів та континуо (1648)[10]
- Jonas (Джонас), ораторія для солістів, сопрано, альт, тенор, бас (SATB) подвійний хор, 2 скрипки та континуо[10]
- Judicium Extremum (Страшний суд), ораторія для солістів, хору та континуо[10]
- Judicium Salomonis (Соломонів суд), ораторія для 4 голосів, 2 скрипок та континуо
- Oratorio Della Santissima Vergine (Ораторія Пресвятої Богородиці)

### Кантати
- Piangete, aure, piangete, кантата для сопрано та континуо
- Così volete, così sarà, кантата для сопрано та континуо (бл. 1640)
- Vittoria, mio core (Amante sciolto d'amore), кантата для сопрано та континуо (1646)
- Ferma Lascia Ch'Io Parli (Lamento della Regina Maria Stuarda), кантата для сопрано та континуо (1650)
- Sciolto havean dall'alte sponde (I naviganti), кантата для 2 сопрано, баритона та континуо (1653)
- Apritevi inferni (Peccator penitente), кантата для сопрано та континуо (1663)

### Мотети
- Lamentationes Jeremiae Prophetae (Плач Пророка Єремії), мотет для мецо-сопрано, сопрано та континуо
- Exulta, gaude, filia Sion, мотет для 2 сопрано та континуо (1675)
- Exurge, cor meum, in cithara, мотет для сопрано, 2 скрипок, віоли та континуо (1670)
- Ardens est cor nostrum [meum], мотет для сопрано, альта, тенора, баса та континуо (1664)
- Desiderata nobis, мотет для альта, тенора, баса та континуо (1667)

### Меси
- Missa «Sciolto havean dall'alte sponde», меса для 5 голосів та континуо

## У масовій культурі
Семюел Піпс був у захваті від музики Каріссімі. У його щоденнику згадується, що він зустрів «Містрера Хілла та Ендрюса, а також певного неохайного та потворного хлопця, сенйора Педро, хто співає італійські пісні під теорбу найбільш вишукано і вони провели весь вечір у співах найкращого музичного уривку в світі, створеного сенйором Каріссімі, відомим майстром в Римі. І хорошим він був, дійсно був, аж занадто хорошим, щоб мені його судити.»
Каріссімі — персонаж серії коротких оповідань «Euterpe» Енріко М. Торо з серії книг 1632 редактованих Еріком Флінтом.